# Route nationale 1547
Die Route nationale 1547, kurz N 1547 oder RN 1547, ist eine französische Nationalstraße, die eine Querspange in Marseille zwischen den Autobahnen A7 (Autoroute La Soleil) und der A507 (L2 Nord) bildet.

## Streckenverlauf
Der Streckenverlauf beginnt an der Anschlussstelle 35 der Autoroute A 7 (Aubagne Toulon) im Marseiller Stadtviertel Les Arnavaux und führt dann in östlicher Richtung als Avenue Arnavon zum Kreisel (Rond-Point Pierre Paraf) über der Bahnstrecke Lyon–Marseille und der Autoroute A 507. Der Kreisel schließt dann an die A507 an und endet dort. Der weiter nach Osten führende Teil der A 507 war früher als Route nationale 1547 beschildert.